# Villa Pizzo
Villa Pizzo, nota anche come Villa Volpi-Bassani, è una dimora storica sita sull'omonimo promontorio che delimita a nord il golfo di Cernobbio, in provincia di Como. Il nome deriva dal termine pizz, che in dialetto comasco significa "punta", a indicare l'aspro promontorio che ospita la villa.

## Storia
Nel 1435 la famiglia del commerciante comasco Giovanni Mugiasca acquistò la tenuta che oggi ospita la villa; la proprietà comprendeva una vigna e il presente casolare. 
Successivamente passò nelle mani di Giovanni Battista Speciano (1493-1545), capitano di giustizia a Milano. La Villa fu edificata nel 1532 e chiamata Speciana. Dopo essere passata a Cesare Speciano per via ereditaria, verso la fine del Cinquecento la proprietà tornò ai Mugiasca che vi si trasferirono nel 1630, per sfuggire alla peste, con i propri collaboratori. Durante l'epidemia, i proprietari affidarono la manutenzione della villa ad alcuni lavoratori locali, ospitati nella tenuta in modo temporaneo. All'epoca della pestilenza risale la realizzazione dei terrazzamenti che ancora oggi caratterizzano il giardino. 
Nel 1776 nel complesso della villa sono attestati, oltre all'edificio padronale, una darsena, una struttura comprensiva di un oratorio, e altri casolari.
A partire dalla fine dell'Ottocento, la villa fu oggetto di una serie di ristrutturazioni, eseguite secondo un vecchio progetto di Simone Cantoni datato 1806. A quest'ultimo si deve anche il progetto di rifacimento dell'oratorio, completato solo nel 1821. Gli interventi ottocenteschi comportarono anche la realizzazione, all'interno della tenuta, di altre due edifici residenziali.
Nel 1842 il vescovo di Como Giovanni Battista Mugiasca, ultimo erede della famiglia, donò l'intero complesso all'ospedale Sant'Anna di Como. Finita all'asta, la villa fu acquistata dal viceré Ranieri d'Austria, il quale commissionò al nipote di Luigi Villoresi una risistemazione del giardino che comportò la piantaumazione di numerosi vegetali esotici. Durante i moti del 1848 la villa fu temporaneamente confiscata dal provvisorio governo di ribelli instauratosi a Como,  divenendo un covo di contrabbandieri. A seguito della repressione delle rivolte da parte degli austriaci, la villa tornò nelle mani del viceré.
Otto anni dopo la morte di Ranieri, nel 1865 gli eredi cedettero la villa ad Elise Musard, gran dama dell'Impero austriaco, alla quale si deve la ritinteggiatura della villa secondo i colori attuali. Anche gli interni furono ridipinti, con una serie di pitture d'ispirazione pompeiana che andarono a ricoprire le superfici dei soffitti anticamente affrescati. La Musard fece inoltre installare sul tetto una serie di campanellini che suonavano per effetto del vento.
Nel 1871 il complesso fu acquistato da Fortunato Bassani; al genero di quest'ultimo, Pietro Volpi, proprietario a partire dal 1873, si devono l'ampliamento della darsena e l'aggiunta della portineria.
Al termine di vari passaggi di mano, la villa è attualmente dei coniugi Lodigiani.

## Descrizione
Molti dei rifacimenti furono effettuati con i Mugiasca a cura di Simone Cantori che lavorò sulle balze naturali del giardino. Di quel periodo sono i lavori di ricostruzione/ammodernamento che produssero le attuali morbide balze e balconi affacciati sul Lago. La moglie del compositore e direttore d'orchestra francese Alfred Musard ne cambiò i colori della facciata in un rosa antico con rifiniture in giallo paglierino, tuttora utilizzati, ma inusuali per gli edifici del Lario e pose su comignoli e grondaie ornamenti orientaleggianti. Con Pietro Volpi Bassani vennero ampliate ed adornate le terrazze rivolte verso il lago; furono create darsene e collegati tra di loro i diversi corpi del fabbricato e la portineria. All'interno si trovano un cippo dedicato ad Alessandro Volta (più volte ospite di Villa Pizzo) e la tomba Volpi-Bassani (mausoleo).

### Giardini
Nella villa si può percorrere un caratteristico viale di cipressi. Nel punto più alto del giardino all'inglese alle spalle della villa si trova il mausoleo dei Volpi Bassani, a forma di battistero romanico, opera del disegnatore Beltrami e dell'architetto Rusconi. Di fronte alla villa, un giardino formale ospita statue risalenti al XVII secolo.